# Peter Frelinghuysen
Peter Hood Ballantine Frelinghuysen Jr. (ur. 17 stycznia 1916 w Nowym Jorku, zm. 23 maja 2011 w Harding Township, New Jersey) – amerykański polityk, członek Izby Reprezentantów z ramienia Partii Republikańskiej.
Pochodził z rodziny polityków ze stanu New Jersey, był prawnukiem Fredericka T. Frelinghuysena, byłego sekretarza stanu w administracji Chestera Arthura. Z tej samej rodziny pochodzili dalsi przodkowie Petera – Frederick Frelinghuysen (zm. 1804, generał, senator USA) oraz Theodore Frelinghuysen (zm. 1862, senator USA, kandydat na wiceprezydenta z ramienia Partii Wigów). Tradycje polityczne rodziny kontynuuje syn Petera Frelinghuysena, Rodney Frelinghuysen (ur. 1946), deputowany do Izby Reprezentantów od 1995.
Peter Frelinghuysen studiował prawo na Uniwersytecie Princeton. W czasie II wojny światowej służył w wywiadzie marynarki, dochodząc do stopnia porucznika. Po wojnie uzupełniał wykształcenie na Columbia University, przez pewien czas pracował jako urzędnik państwowy, potem w prywatnym sektorze bankowym. W latach 1953–1975 zasiadał w Izbie Reprezentantów USA przez jedenaście kadencji z ramienia Partii Republikańskiej. Nie ubiegał się o kolejną kadencję w 1974 i po zakończeniu pracy w Kongresie wycofał się z życia politycznego.